# SADDAN-szindróma
A SADDAN vagy SADDAN-szindróma egy ritka genetikai betegség, amelyet az FGFR3 nevű gén mutációja okoz. Neve egy mozaikszó: severe achondroplasia with developmental delay and acanthosis nigricans.Ez a betegség nagy halálozási aránnyal jár, a halál oka általában légzési elégtelenség. A túlélőknél súlyos szellemi visszamaradottság, nagy fejlődési késés és acanthosis nigricans bőrbetegség alakul ki.
Kevesebb, mint tíz regisztrált betegről tudnak a világon. Az achondroplasia egy nagyon ritka és súlyos formája. A SADDAN-os betegekre jellemző a rendkívül rövid karok és lábak,ezek már a 12.-14. terhességi héten láthatók az ultrahangos vizsgálaton.  Kis , keskeny mellkas,  rövid bordákkal  Szintén jellemző a Platyspondylia :lapos és széles csigolyák,. a femúrcsontok telefonkagylószerű meghajlása valamint a nagy fej, előre boltosuló homlok, lapos és besüllyedt orrgyök egyértelműen a SADDAN-szindrómát vagy differenciált diagnózisként a Thanatophoric (" halálhozó ") Dysplasiát veti fel. Ezen jelek alapján prenatális ultrahangvizsgálaton felismerhető.         